# HMS Erin
HMS Erin byla britská bitevní loď z období první světové války. Její stavbu si objednalo Osmanské námořnictvo, po vypuknutí války však loď převzalo britské královské námořnictvo. To ji za války bojově nasadilo. Roku 1919 byla vyřazena a roku 1922 prodána k sešrotování.

## Stavba

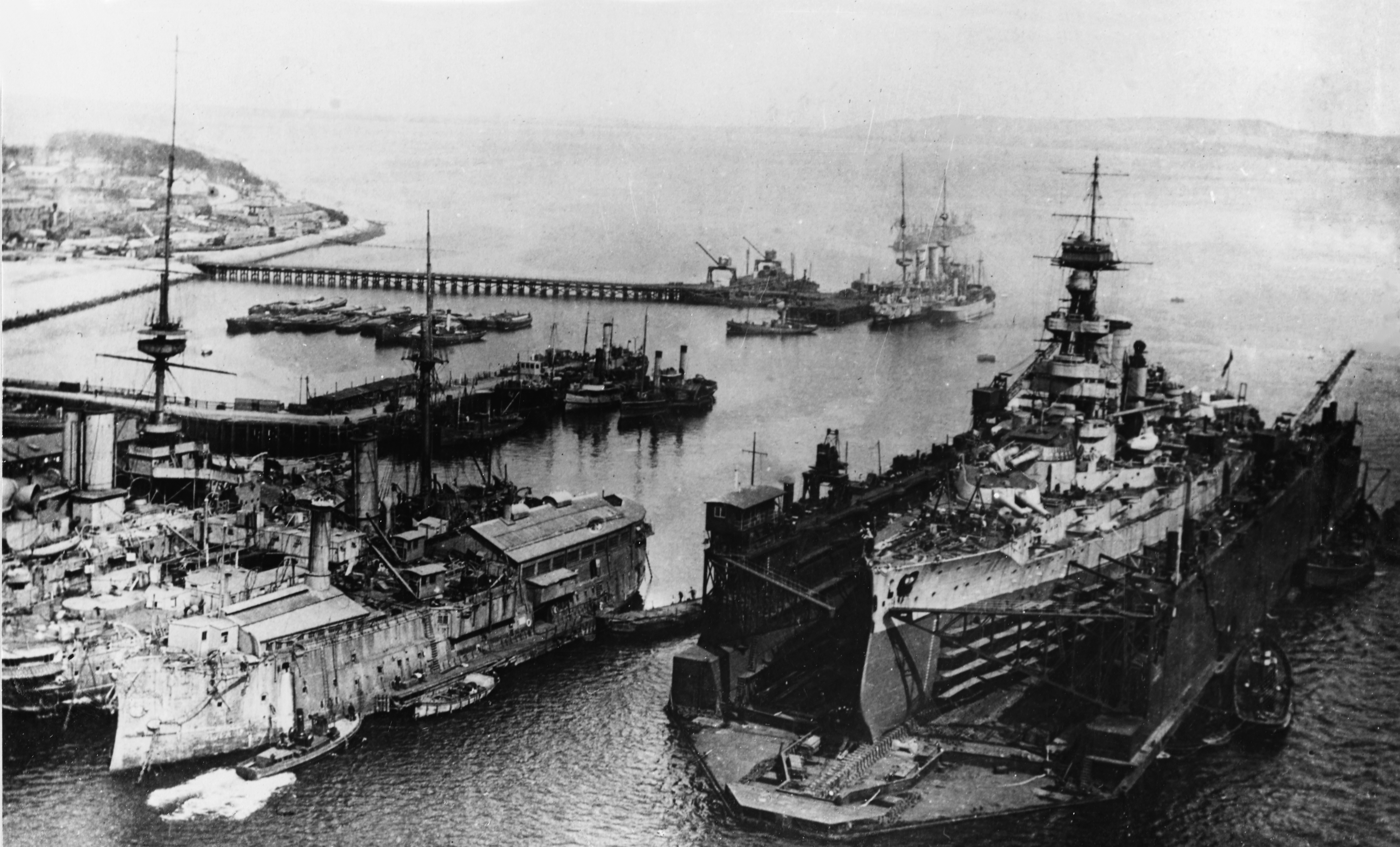
HMS Erin v doku

Stavbu bitevní lodě Reshadieh si u britské loděnice Vickers v Barrow-in-Furness objednalo osmanské námořnictvo. Kýl lodě byl založen 1. srpna 1911 a na vodu byl trup spuštěn 3. září 1913. Po vypuknutí první světové války loď zrekvírovalo britské námořnictvo a 22. srpna 1914 ji zařadilo do operační služby jako Erin.

## Konstrukce

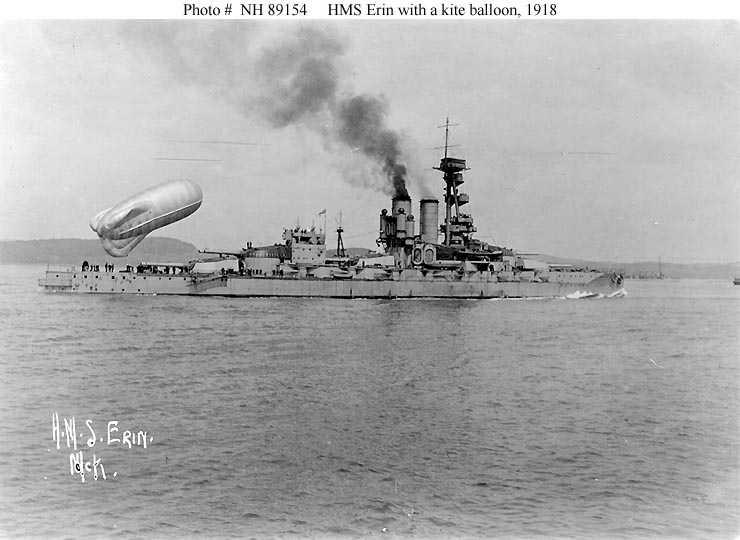
Erin v roce 1918

Výzbroj tvořilo deset 343mm kanónů Mk V umístěných ve dvoudělových věžích. Sekundární výzbroj představovalo šestnáct 152mm kanónů BL Mk XVI. Lehkou výzbroj tvořily dva 76mm kanóny QF MkI HA a šest 57mm kanónů Hotchkiss. Loď rovněž nesla čtyři 533mm torpédomety. Pohonný systém tvořily čtyři turbíny Parsons a 15 kotlů Babcock & Wilcox. Lodní šrouby byly čtyři. Nejvyšší rychlost dosahovala 21 uzlů.

## Operační služba
Erin byl v srpnu 1914 zařazen do stavu 4. eskadry bitevních lodí, operující v rámci Velkého loďstva. O měsíc později byla loď převedena k 2. eskadře bitevních lodí. V roce 1916 loď bojovala v bitvě u Jutska. V bitvě neutrpěla žádné poškození či ztráty na životech. Roku 1919 byla převedena do rezervy a roku 1922 byla prodána k sešrotování.